# Liga Chacarera de Fútbol
Una de las ligas más importantes del fútbol catamarqueño la:Liga Chacarera de Fútbol es la entidad que agrupa a los clubes de fútbol principalmente de los Departamentos de Valle Viejo y Fray Mamerto Esquiú, y en menor proporción los de Capital, Capayán y Paclín, de la provincia de Catamarca, Argentina.
Es una de las ligas regionales de fútbol que se ubican en la sexta categoría, el escalón más bajo de los campeonatos oficiales de la Argentina. Está ligada a las competencias de ascenso de la Asociación del Fútbol Argentino, regidas por el Consejo Federal, y otorga una plaza para la participación de sus equipos en el Torneo Regional Federal Amateur y 2 plazas al Torneo Provincial.
En el año 2011, el Club Social, Cultural y Deportivo La Estación de Miraflores se afilió a la Liga Chacarera, convirtiéndose de esta manera en la primera institución del Departamento Capayán en competir en las chacras.
El 7 de septiembre de 2021, se afilió provisoriamente una nueva institución a la Liga, La Banda CF. de la Capital y empezará a participar en el 2022. Sin embargo al año siguiente, dicha institución decide dejar la Liga Chacarera para afiliarse a la Liga Catamarqueña.

## Historia
Información Adicional
En el Círculo de Obreros (luego Gimnasia Cicle Club) se reunieron los delegados de 5 clubes para fundar la Liga Valleviejense de Fútbol (luego Asociación Chacarera y luego Liga Chacarera): Guillermo Lobo y Carlos Avellaneda (Obreros), José R. Coronel y Justo Espeche (Sumalao), Ramón Figueroa y Modesto Videla (Coronel Daza), Gustavo Falcón y Salustiano Villagra (Social Rojas) y Salomón Isí y Eduardo Flores Delgado (Villa Dolores). El 2 de Mayo se juega el primer partido oficial de la nueva Liga. Villa Dolores fue el primer campeón. Los presidentes en la etapa inicial fueron: Angel Comelli (1933/34), Francisco Vildoza, Alberto Niego, Gaspar Guzmán, Armando Medina y Julio Tejeda (3 veces). Luego de un período de abandono institucional, ingresaron San Martín de El Bañado y Juventud Unida de La Falda, renovando los bríos de los comienzos.

## Equipos participantes

### Primera A
| Equipo                            | Ciudad                    | Departamento        | Fundación               |
| --------------------------------- | ------------------------- | ------------------- | ----------------------- |
| Club Deportivo Coronel Daza       | Banda de Varela           | Capital             | 12 de octubre de 1930   |
| Club Defensores de Esquiú         | San José de Piedra Blanca | Fray Mamerto Esquiú | 27 de noviembre de 1943 |
| Club Social y Deportivo La Merced | La Merced                 | Paclín              | 25 de mayo de 1936      |
| Club Atlético Independiente       | San Antonio               | Fray Mamerto Esquiú | 27 de enero de 1950     |
| Club Sportivo Los Sureños         | Pozo El Mistol            | Valle Viejo         | 5 de junio de 1959      |
| Club Obreros de San Isidro        | San Isidro                | Valle Viejo         | 6 de octubre de 1932    |
| Club Atlético San Martín          | El Bañado                 | Valle Viejo         | 3 de abril de 1942      |
| Club Sportivo Social Rojas        | Santa Rosa                | Valle Viejo         | 25 de junio de 1933     |
| Club Sportivo Villa Dolores       | Villa Dolores             | Valle Viejo         | 18 de junio de 1933     |

| Club Ateneo Mariano Moreno                      | Villa Dolores           | Valle Viejo         | 17 de julio de 1941 |
| Club Atlético La Tercena                        | La Tercena              | Fray Mamerto Esquiú | 18 de junio de 1933 |
| Centro Cultural y Deportivo La Carrera          | La Carrera              | Fray Mamerto Esquiú | 5 de agosto de 1943 |
| Club Social, Cultural y Deportivo Las Pirquitas | Las Pirquitas           | Fray Mamerto Esquiú | 17 de enero de 1983 |
| Club Deportivo Sumalao                          | Sumalao                 | Valle Viejo         | 15 de marzo de 1926 |
| Club Deportivo Juventud Unida                   | La Falda de San Antonio | Fray Mamerto Esquiú | 5 de julio de 1948  |
| Club Social y Deportivo San Antonio             | San Antonio             | Fray Mamerto Esquiú | 28 de mayo de 1940  |

### Distribución geográfica de los equipos
| Departamento        | Cant. | Equipos |
| ------------------- | ----- | --- |
| Fray Mamerto Esquiú | 7     | Atlético La Tercena, Defensores de Esquiú, Deportivo La Carrera, Deportivo Las Pirquitas, Independiente (San Antonio), Juventud Unida (La Falda) y Social San Antonio. |
| Valle Viejo         | 7     | Ateneo Mariano Moreno, Deportivo Sumalao, Los Sureños, Obreros de San Isidro, San Martín (El Bañado), Social Rojas y Sportivo Villa Dolores.                           |
| Capital             | 1     | Coronel Daza |
| Paclín              | 1     | Deportivo La Merced. |
| Total               | 16    | |

## Primera A

### Historial de campeones
| Año  | Campeonato | Campeón                                                  |
| ---- | ---------- | -------------------------------------------------------- |
| 2016 | Apertura   | San Martín (El Bañado)                                   |
| 2016 | Anual      | Defensores de Esquiú                                     |
| 2017 | Apertura   | Defensores de Esquiú                                     |
| 2017 | Anual      | Independiente (San Antonio)                              |
| 2017 | Petit      | San Martín (El Bañado)                                   |
| 2018 | Anual      | Defensores de Esquiú                                     |
| 2018 | Petit      | San Martín (El Bañado)                                   |
| 2019 | Anual      | San Martín (El Bañado)                                   |
| 2019 | Petit      | Coronel Daza                                             |
| 2020 | —          | Temporada suspendida debido a la pandemia de coronavirus |

| Año  | Campeonato | Campeón                |
| ---- | ---------- | ---------------------- |
| 2021 | Anual      | Coronel Daza           |
| 2022 | Anual      | San Martín (El Bañado) |
| 2022 | Clausura   | Coronel Daza           |
| 2023 | Anual      | San Martín (El Bañado) |
| 2024 | Anual      | Sportivo Villa Dolores |
| 2024 | Clausura   | Los Sureños            |
| 2025 | Anual      | Defensores de Esquiú   |
| 2025 | Clausura   | -                      |

|  |

## Primera B

### Historial de campeones
| Año  | Campeonato | Campeón                                                  |
| ---- | ---------- | -------------------------------------------------------- |
| 2018 | Anual      | Atlético La Tercena                                      |
| 2018 | Petit      | Deportivo La Carrera                                     |
| 2019 | Apertura   | Ateneo Mariano Moreno                                    |
| 2019 | Anual      | Ateneo Mariano Moreno                                    |
| 2019 | Petit      | El Auténtico                                             |
| 2020 | —          | Temporada suspendida debido a la pandemia de coronavirus |
| 2021 | Anual      | Deportivo Las Pirquitas                                  |
| 2022 | Apertura   | Sportivo Villa Dolores                                   |
| 2022 | Anual      | Sportivo Villa Dolores                                   |
| 2022 | Petit      | Obreros de San Isidro                                    |

| Año  | Campeonato                 | Campeón                     |
| ---- | -------------------------- | --------------------------- |
| 2023 | Apertura                   | Deportivo Sumalao           |
| 2023 | Anual                      | Independiente (San Antonio) |
| 2023 | Petit                      | La Estación (Miraflores)    |
| 2024 | Apertura                   | Deportivo Sumalao           |
| 2024 | Anual                      | Deportivo Sumalao           |
| 2024 | Petit                      | Deportivo Las Pirquitas     |
| 2024 | Clausura                   | Deportivo La Carrera        |
| 2025 | Se desintegró la categoría | Se desintegró la categoría  |

|  |

## La Liga Chacarera en Torneos de AFA

### Participaciones por año en torneos federales
| Temporada | Categoría                                                       | Equipos'                                                                  |
| --------- | --------------------------------------------------------------- | ------------------------------------------------------------------------- |
| 1983      | Regional                                                        | San Martín (El Bañado)                                                    |
| 1984      | Regional                                                        | Social Rojas                                                              |
| 1985      | Regional                                                        | San Martín (El Bañado)                                                    |
| 1985/86   | Regional                                                        | San Martín (El Bañado)                                                    |
| 1986      | —                                                               | No hubo                                                                   |
| 1986/87   | Torneo del Interior (3.° División)                              | Defensores de Esquiú                                                      |
| 1987/88   | Torneo del Interior (3.° División)                              | Sportivo Villa Dolores                                                    |
| 1988/89   | Torneo del Interior (3.° División)                              | Obreros de San Isidro                                                     |
| 1989/90   | Torneo del Interior (3.° División)                              | Sportivo Villa Dolores                                                    |
| 1990/91   | Torneo del Interior (3.° División)                              | Sportivo Villa Dolores                                                    |
| 1991/92   | Torneo del Interior (3.° División)                              | Independiente (San Antonio)                                               |
| 1992/93   | Torneo del Interior (3.° División)                              | San Martín (El Bañado)                                                    |
| 1993/94   | Torneo del Interior (3.° División)                              | No hubo                                                                   |
| 1994/95   | Torneo del Interior (3.° División)                              | San Martín (El Bañado)                                                    |
| 1995/96   | Torneo Argentino B                                              | Deportivo Sumalao                                                         |
| 1996/97   | Torneo Argentino B                                              | Coronel Daza                                                              |
| 1997/98   | Torneo Argentino B                                              | Atlético La Tercena                                                       |
| 1998/99   | Torneo Argentino B                                              | San Martín (El Bañado)                                                    |
| 1999/00   | Torneo Argentino B                                              | Coronel Daza                                                              |
| 2000/01   | Torneo Argentino B                                              | Defensores de Esquiú                                                      |
| 2001/02   | Torneo Argentino B                                              | Defensores de Esquiú                                                      |
| 2002/03   | Torneo Argentino B                                              | San Martín (El Bañado)                                                    |
| 2003/04   | Torneo Argentino B                                              | Sportivo Villa Dolores                                                    |
| 2004/05   | Torneo Argentino B                                              | San Martín (El Bañado)                                                    |
| 2005      | Torneo del Interior (5.° División)                              | Sportivo Villa Dolores                                                    |
| 2006      | Torneo del Interior (5.° División)                              | Independiente (San Antonio)                                               |
| 2007      | Torneo del Interior (5.° División)                              | Deportivo La Merced                                                       |
| 2008      | Torneo del Interior (5.° División)                              | San Martín (El Bañado)                                                    |
| 2009      | Torneo del Interior (5.° División)                              | Defensores de Esquiú y Obreros de San Isidro                              |
| 2010      | Torneo del Interior (5.° División)                              | Ateneo Mariano Moreno, Defensores de Esquiú y Sportivo Villa Dolores      |
| 2011      | Torneo del Interior (5.° División)                              | Deportivo Sumalao e Independiente (San Antonio)                           |
| 2012      | Torneo del Interior (5.° División)                              | Defensores de Esquiú y Obreros de San Isidro                              |
| 2013      | Torneo del Interior (5.° División)                              | Coronel Daza y Defensores de Esquíu                                       |
| 2014      | Torneo del Interior (5.° División)                              | Deportivo Sumalao, San Martín y Social Rojas                              |
| 2015      | Torneo Federal C (5.° División)                                 | Coronel Daza y Los Sureños                                                |
| 2016      | Torneo Federal B Complementario Torneo Federal C (5.° División) | Defensores de Esquiú Defensores de Esquiú e Independiente (San Antonio)   |
| 2017      | Torneo Federal B Torneo Federal C (5.° División)                | Defensores de Esquíu Independiente (San Antonio) y Sportivo Villa Dolores |
| 2018      | Torneo Federal B Torneo Federal C (5.° División)                | Defensores de Esquíu Independiente (San Antonio) y San Martín (El Bañado) |
| 2019      | Torneo Regional Federal Amateur                                 | Defensores de Esquiú y Deportivo La Merced                                |
| 2020      | Torneo Regional Federal Amateur                                 | San Martín (El Bañado)                                                    |
| 2020/21   | Torneo Regional Federal Amateur                                 | San Martín (El Bañado)                                                    |
| 2021/22   | Torneo Regional Federal Amateur                                 | Defensores de Esquiú y San Martín (El Bañado)                             |
| 2022/23   | Torneo Regional Federal Amateur                                 | San Martín (El Bañado)                                                    |
| 2023/24   | Torneo Regional Federal Amateur                                 | Coronel Daza, San Martín (El Bañado) y Sportivo Villa Dolores             |
| 2024/25   | Torneo Regional Federal Amateur                                 | San Martín (El Bañado) y Sportivo Villa Dolores                           |
| 2025/26   | Torneo Regional Federal Amateur                                 | Defensores de Esquiú                                                      |

### Participaciones por equipo en torneos federales
De los 17 clubes afiliados actualmente a la Liga Chacarera, solo 12 participaron al menos una vez en un torneo nacional, organizado por el Consejo Federal de Fútbol.
| Equipo                      | Participaciones | Torneos |
| --------------------------- | --------------- | --- |
| San Martín (El Bañado)      | 17              | * Torneo Regional 1983, 1985 y 1985-86. * Torneo del Interior 1992-93 y 1994-95. * Torneo Argentino B 1998-99, 2002-03 y 2004-05. * Torneo del Interior 2008 y 2014. * Torneo Federal C 2018. * Torneo Regional Federal Amateur 2020, 2020-21, 2021-22, 2022-23, 2023-24 y 2024-25. |
| Defensores de Esquiú        | 14              | * Torneo del Interior 1986-87. * Torneo Argentino B 2000-01 y 2001-02. * Torneo del Interior 2009, 2010, 2012 y 2013. * Torneo Federal C 2016 * Torneo Federal B 2016, 2017 y 2018. * Torneo Regional Federal Amateur 2019, 2021-22 y 2025-26.                                      |
| Sportivo Villa Dolores      | 9               | * Torneo del Interior 1987-88, 1989-90 y 1990-91. * Torneo Argentino B 2003-04. * Torneo del Interior 2005 y 2010. * Torneo Federal C 2017. * Torneo Regional Federal Amateur 2023-24 y 2024-25.                                                                                    |
| Independiente (San Antonio) | 6               | * Torneo del Interior 1991-92. * Torneo del Interior 2006 y 2011. * Torneo Federal C 2016, 2017 y 2018. |
| Coronel Daza                | 5               | * Torneo Argentino B 1996-97 y 1999-00. * Torneo del Interior 2013. * Torneo Federal C 2015. * Torneo Regional Federal Amateur 2023-24. |
| Obreros de San Isidro       | 3               | * Torneo del Interior 1988-89. * Torneo del Interior 2009 y 2012. |
| Deportivo Sumalao           | 3               | * Torneo Argentino B 1995-96. * Torneo del Interior 2011 y 2014. |
| Social Rojas                | 2               | * Torneo Regional 1984. * Torneo del Interior 2014. |
| Deportivo La Merced         | 2               | * Torneo del Interior 2007. * Torneo Regional Federal Amateur 2019. |
| Atlético La Tercena         | 1               | * Torneo Argentino B 1997-98. |
| Ateneo Mariano Moreno       | 1               | * Torneo del Interior 2010. |
| Los Sureños                 | 1               | * Torneo Federal C 2015. |

## Representantes de la liga en el Torneo Provincial

### Participaciones por año en el Torneo Provincial
| Año     | Equipos                                        | Año     | Equipos                                           |
| ------- | ---------------------------------------------- | ------- | ------------------------------------------------- |
| 1971    | Defensores de Esquiú                           | 1980/81 | San Martín (El Bañado)                            |
| 1981/82 | San Martín (El Bañado)                         | 1983    | San Martin (El Bañado)                            |
| 1984    | Independiente (San Antonio)                    | 1985    | Deportivo La Merced                               |
| 1988    | Deportivo La Merced                            | 1990    | Deportivo Sumalao                                 |
| 1991    | San Martín (El Bañado)                         | 1993    | Sportivo Villa Dolores                            |
| 1994    | Atlético La Tercena                            | 1998    | Independiente (San Antonio)                       |
| 1999    | Atlético La Tercena                            | 2001    | Sportivo Villa Dolores                            |
| 2002    | San Martín (El Bañado)                         | 2003    | Independiente (San Antonio)                       |
| 2005    | Atlético La Tercena                            | 2008    | Obreros de San Isidro                             |
| 2009    | Defensores de Esquiú                           | 2010    | Atlético La Tercena                               |
| 2011    | Coronel Daza San Martín (El Bañado)            | 2012    | Independiente (San Antonio) La Merced             |
| 2013    | Los Sureños Social Rojas                       | 2014    | Juventud Unida (La Falda) Social Los Altos        |
| 2015    | Atlético La Tercena Obreros de San Isidro      | 2016    | Deportivo La Merced Sportivo Villa Dolores        |
| 2017    | La Estación (Miraflores) Obreros de San Isidro | 2018    | Deportivo Las Pirquitas Social Rojas              |
| 2020    | Coronel Daza El Auténtico                      | 2022    | Deportivo Las Pirquitas San Martín (El Bañado)    |
| 2023    | Coronel Daza Sportivo Villa Dolores            | 2024    | Independiente (San Antonio) Obreros de San Isidro |
| 2025    | Deportivo Sumalao Los Sureños                  | 2026    |                                                   |

### Participaciones por equipo en el Torneo Provincial
| Equipo                      | Participaciones | Ediciones                                        |
| --------------------------- | --------------- | ------------------------------------------------ |
| San Martín (El Bañado)      | 7               | 1980-81, 1981-82, 1983, 1991, 2002, 2011 y 2022. |
| Independiente (San Antonio) | 5               | 1984, 1998, 2003, 2012 y 2024.                   |
| Atlético La Tercena         | 5               | 1994, 1999, 2005, 2010 y 2015.                   |
| Deportivo La Merced         | 4               | 1985, 1988, 2012 y 2016.                         |
| Sportivo Villa Dolores      | 4               | 1993, 2001, 2016 y 2023.                         |
| Obreros de San Isidro       | 4               | 2008, 2015, 2017 y 2024.                         |
| Coronel Daza                | 3               | 2011, 2020 y 2023.                               |
| Defensores de Esquiú        | 2               | 1971 y 2009.                                     |
| Deportivo Sumalao           | 2               | 1990 y 2025.                                     |
| Social Rojas                | 2               | 2013 y 2018.                                     |
| Los Sureños                 | 2               | 2013 y 2025.                                     |
| Deportivo Las Pirquitas     | 2               | 2018 y 2022.                                     |
| Juventud Unida (La Falda)   | 1               | 2014.                                            |
| Social Los Altos            | 1               | 2014.                                            |
| La Estación (Miraflores)    | 1               | 2017.                                            |
| El Auténtico                | 1               | 2020.                                            |